# Marcial Salazar
Pour les articles homonymes, voir Salazar.
Marcial Javier Salazar Orbe, né le 8 septembre 1967 à Iquitos au Pérou, est un footballeur péruvien qui jouait au poste de défenseur. Il s'est reconverti en entraîneur.

## Biographie

### Carrière en club
Surnommé El Charapa, Marcial Salazar commence sa carrière en 1986 au sein du Hungaritos Agustinos de sa ville natale d'Iquitos. En 1988, il rejoint le Colegio Nacional de Iquitos avant de partir à Lima l'année suivante afin de jouer pour le Deportivo San Agustín. 
Après une pige en 1994 au  Deportivo Municipal, il signe à Alianza Lima en 1995 et y obtient ses meilleurs résultats. En effet, champion du Pérou en 1997, il participe à quatre éditions de la Copa Libertadores en 1995, 1997, 1998 et 2000 (20 matchs en tout pour un but marqué). Le 25 août 1999, il marque le but de la victoire de l'Alianza Lima sur le Millonarios FC dans le cadre de la Copa Merconorte 1999, but qui sera élu par la chaîne Fox Sports comme le meilleur du continent cette année-là. 
Parti à l'Universitario de Deportes en 2001, Salazar termine sa carrière en 2002 en jouant pour le Deportivo Wanka.

### Carrière en sélection
International péruvien, Marcial Salazar joue sept rencontres (aucun but inscrit) en équipe nationale entre 1994 et 2000. Il dispute notamment la Gold Cup 2000 aux États-Unis où son pays atteint les demi-finales.

### Carrière d'entraîneur
Devenu entraîneur, Marcial Salazar dirige à plusieurs reprises le CCD Los Caimanes. Il y atteint la place de vice-champion de 2e division en 2015.
En 2022, il atteint la finale de la Copa Perú avec le Comerciantes FC d'Iquitos. Il est reconduit à la tête de ce club afin de jouer en D2 en 2023.

## Palmarès

### Joueur
Alianza Lima
- Championnat du Pérou (1) :
  - Champion : 1997.
  - Vice-champion : 1996 et 1999.

### Entraîneur
| CCD Los Caimanes - Championnat du Pérou D2 : - Vice-champion : 2015. |  | Comerciantes FC - Copa Perú : - Finaliste : 2022. |